# Jankovics Anna
Jankovics Anna (Keszthely, 1982. augusztus 19. –) magyar színésznő.

## Életpályája
1982-ben született Keszthelyen. A helyi Vajda János Gimnáziumban érettségizett. A középiskola után a Shakespeare és a Theatrum Színiakadémián tanult. 2003-2006 között a Pesti Magyar Színház stúdiójában képezte magát. 2006-2009 között a Pesti Magyar Színházban, a székelyudvarhelyi Tomcsa Sándor Színházban, a Nagyváradi Állami Színházban és a Szkéné Színházban szerepelt. 2009-2021 között a szolnoki Szigligeti Színház tagja volt. 2021-től a Kecskeméti Katona József Nemzeti Színház színésznője. Rendezéssel is foglalkozik.
2013-2016 között a Színház- és Filmművészeti Egyetem drámainstruktor szakos hallgatója volt.

## Fontosabb színházi szerepei
- William Shakespeare: Macbeth... Banquo, tábornok; Első gyilkos; Első boszorkány
- William Shakespeare: Rómeó és Júlia... Dajka
- William Shakespeare: Lóvátett lovagok... Julka , egy parasztlány
- Carlo Goldoni: Mirandolina... Ortensia
- Carlo Goldoni: Chioggiai csetepaté... Lucietta, Toni hajadon húga
- Georg Büchner: Leonce és Léna... A nevelőnő
- Anton Pavlovics Csehov: Cseresznyéskert... Dunyasa
- Arthur Miller: A salemi boszorkányok... Mary Warren
- Eugene O’Neill: Utazás az éjszakába... Cathleen
- Georges Feydeau: A női szabó... Rosa
- Jaroslav Hašek: Švejk, a derék katona... Aranka, cseléd
- Agatha Christie: Pókháló... Mildred Peake
- Ray Cooney – Tony Hilton: 1X3 néha 4... Winnie
- Robert Harling: Szépségszalon... Shelby
- Robert Thomas: Nyolc nő... Catherine
- Federico Fellini: Országúton... Gelsomina
- Marsha Norman: Jóccakát, anya... Jessie Cates
- Mark Dunn: Öt nő az esőben... Lorene
- Neil Simon: Furcsa pár... Gwendolyn
- Noël Coward: Vidám kísértet... Mrs. Bradman
- Hadar Galron: Mikve... Esti
- Richard Harris: Csupa balláb... Sylvia
- Vörösmarty Mihály: Csongor és Tünde... Ilma
- Csiky Gergely: A nagymama... Örkényi Piroska
- Bródy Sándor: A tanítónő... Kántorkisasszony
- Heltai Jenő: A néma levente... Carlotta, Zilia komornája
- Heltai Jenő: Naftalin... Ilka
- Szép Ernő: Patika... Kati, cseléd
- Molnár Ferenc: Liliom... Mari
- Molnár Ferenc: Az üvegcipő... Viola
- Móricz Zsigmond: Légy jó mindhalálig... Ilonka
- Márai Sándor: Kaland... Asszisztensnő
- Szabó Magda: Régimódi történet... Gizella, Jablonczay lánya
- Kiss József: Hol a pénz?... Jusztina; Kati
- Kiss József: Könyvtári capriccio... Viktória
- Mészáros István: Lift... Kintao Mimani
- Várkonyi Mátyás: Sztárcsinálók... Méregkeverők, Bővérű nővérek
- Fenyő Miklós: Made in Hungaria... Duci Juci
- Fényes Szabolcs – Nóti Károly: Nyitott ablak... Mariska
- Lajtai Lajos – Békeffi István: A régi nyár... Mimóza, öltöztetőnő
- Szüle Mihály – Harmath Imre – Walter László: Egy bolond százat csinál... Mari
- Thornton Wilder – Michael Stewart – Johann Nepomuk Nestroy: Hello, Dolly!... Ermengard
- Brandon Thomas – Aldobolyi Nagy György – Szenes Iván: Charley nénje... Annie Spittigue
- Galambos Attila – Szente Vajk – Bolba Tamás: Csoportterápia... Trixi
- John Kander – Fred Ebb: Cabaret... Frencie
- Ábrahám Pál: Bál a Savoyban... Boriska
- Szirmai Albert – Bakonyi Károly: Mágnás Miska... Rozali
- Eisemann Mihály – Szilágyi László: Én és a kisöcsém... Bözsi
- Somogyi Gyula – Eisemann Mihály – Zágon István: Fekete Péter... Colette
- Lehár Ferenc: Luxemburg grófja... Sidone
- Huszka Jenő: Lili bárónő... Annus
- Csudavilág (babaszínház)... szereplő
- A legnagyobb tilos!... Lány
- Lázár Ervin: A Négyszögletű Kerek Erdő... Vacskamati
- Csukás István: Süsü, a sárkány... Dadus
- Devecsery László: Varázskendő... Tünde, aki a valósággal varázsol
- Hedry Mária: Spenót Panna... Anna
- Martin McDonagh: Leenane szépe... Maureen Folan

## Rendezései
- Kököjszi és Bobojsza
- A legnagyobb tilos!
- Világgá mentem
- Süsü, a sárkány
- Csudavilág
- Varázskendő
- A beszélő fa

## Filmes és televíziós szerepei
- Szabadság, szerelem (2006)
- Zimmer Feri 2. (2010)
- Válótársak (2016)
- A mi kis falunk (2019)
- Drága örökösök (2019–2020)
- Keresztanyu (2022)
- Pokoli rokonok (2025)

## Díjai
- Magyar Ezüst Érdemkereszt (2024)[5]